# Högmod
|  | Wiktionary har en ordboksartikel om högmod. |

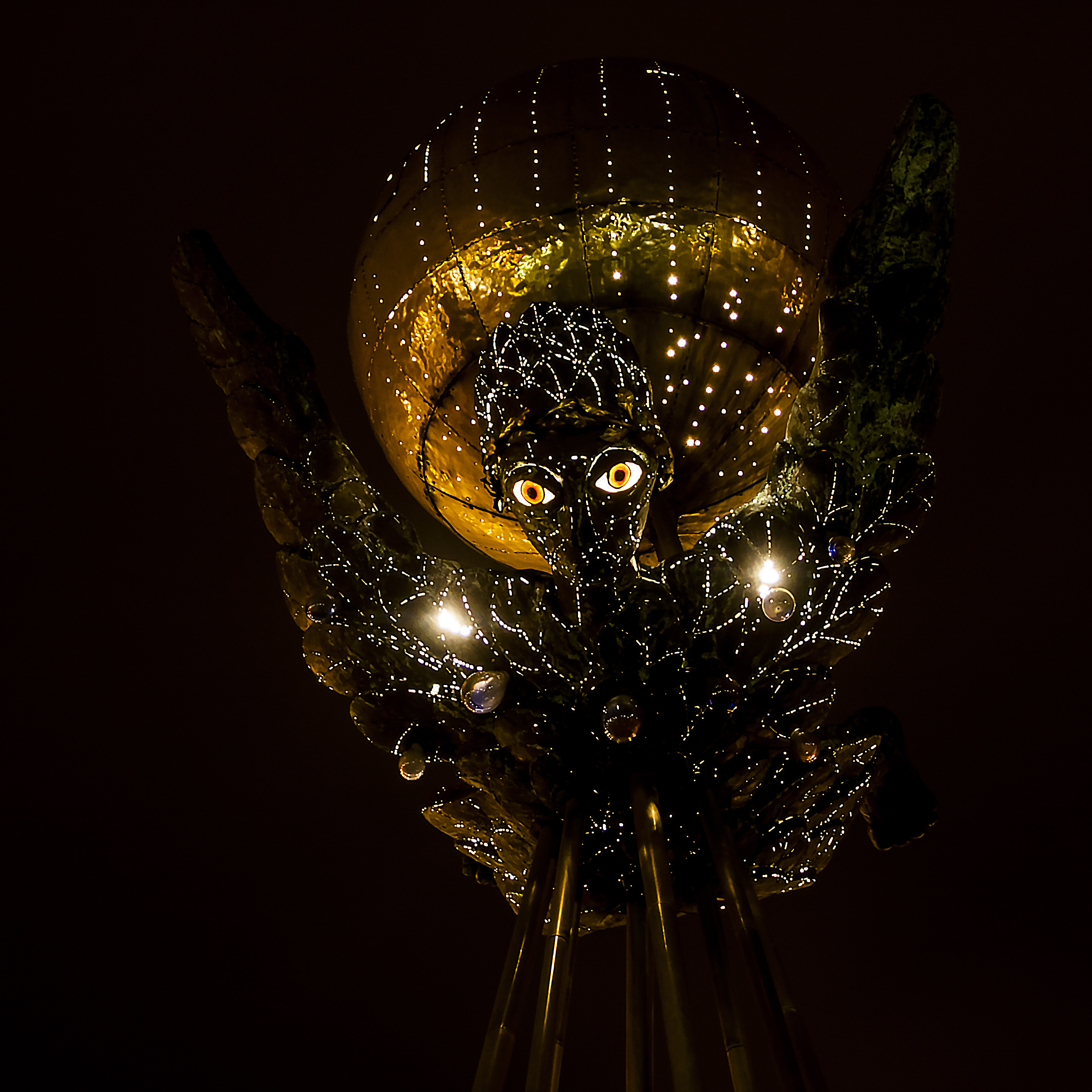
I grekisk mytologi illustrerades högmod i berättelsen om Ikaros, här i en detalj av Walter Bengtssons skulptur Ikaros flyger mot solen – högmod går före fall.

Högmod innebär en alltför stor självuppskattning och självhävdelse, motsatsen till ödmjukhet. Högmod betraktas i många kulturer som någonting klandervärt. I antikens Grekland straffade gudinnan Nemesis sådana självhävdande handlingar som gick över gränsen för det rätta måttet, det passande. Alla de stora abrahamitiska religionerna, det vill säga judendom, kristendom och islam, ser högmodet som ett moraliskt tillkortakommande, en synd mot gudomliga förväntningar på människan. Inom romersk-katolska kyrkan räknas högmod som en av de sju dödssynderna.
Det kontrasterande idealet, ödmjukheten, är emellertid inte detsamma som självförnekelse. Den vitt spridda moraliska maxim som brukar kallas "den gyllene regeln" ("älska din nästa som dig själv", eller "handla mot andra som du vill bli behandlad av dem" och liknande formuleringar) förutsätter en tillbörlig form av självuppskattning.